# Bezirk Santa Fe (Darién)
Santa Fe ist ein Bezirk (distrito) der Provinz Darién in Panama. Die Einwohnerzahl betrug laut Volkszählung 2023 19.729. Am 14. Juli 2017 verfügte die Nationalversammlung die Trennung von sieben Corregimientos aus dem Bezirk Chepigana, um den Bezirk Santa Fe zu schaffen, der 2018 in Kraft trat.

## Gliederung
Der Bezirk Santa Fe ist administrativ in folgende Corregimientos unterteilt:
- Agua Fría
- Cucunatí
- Río Congo
- Río Congo Arriba
- Río Iglesias
- Santa Fe
- Zapallal

## Wirtschaft
Die wichtigsten wirtschaftlichen Aktivitäten in Santa Fe sind Landwirtschaft und Fischerei. Landwirtschaft wird hauptsächlich in der Nähe der Panamericana betrieben, der den östlichen Teil des Bezirks durchquert. Die Viehzucht ist die wichtigste landwirtschaftliche Tätigkeit, es werden aber auch Mais, Reis und Yamswurzeln angebaut. In den Küstengemeinden Cucunatí und Río Congo wird handwerklich auf Garnelen, Hummer, Muscheln und Austern gefischt.